# Надежда (картина Бёрн-Джонса)
«Надежда» — картина позднего периода творчества художника-прерафаэлита Эдварда Бёрн-Джонса. Была написана в 1896 году по заказу миссис Джордж Марстон Уайтин из Уайтинсвилла, штат Массачусетс.
Изначально миссис Уайтин просила написать картину с изображением танцующей фигуры, но Бёрн-Джонс, опустошённый недавней смертью своего давнего друга Уильяма Морриса, с трудом справился с работой и написал письмо с вопросом, не будет ли картина «Надежда» приемлемой альтернативой. В результате получилась аллегория в стиле Ренессанса, где фигура олицетворяющая Надежду тянется к небу, несмотря на решетку и цепь вокруг лодыжки. В руке она держит цветущую веточку яблони, символизирующую надежду.
Картина основана на акварели Бёрн-Джонса 1871 года. Вероятно, акварель была написана поверх оригинального наброска для одного из цикла витражей с изображением христианских добродетелей Веры, Надежды и Милосердия, созданных Бёрн-Джонсом для компании Morris, Marshall, Faulknor and Company. Трехсветное окно по эскизам Бёрн-Джонса было заказано для нефа Оксфордского собора. Витражи также были использованы для оформления окон церкви Святой Маргариты в Хоптоне-он-Си, Норфолк, и церкви Святого Мартина в Брэмптоне, Камбрия.
Картина была подарена Музею изящных искусств в Бостоне дочерьми миссис Уайтин в память о ней.